# Popkum
Popkum est une communauté située dans la province de la Colombie-Britannique, dans le sud-ouest.